# Mariano Cánepa
Mariano Andrés Canepa (n. Villa Ballester, 7 de mayo de 1987) es un jugador argentino de balonmano. Nació en Buenos Aires , y juega para el club Villa Ballester. Compitió para la selección nacional de Argentina en el Campeonato Mundial de balonmano masculino de 2011 y en los Juegos Olímpicos en Londres 2012, Juegos Olímpicos Río 2016, además de participar en varios Campeonato Panamericano de Balonmano.

## Palmarés internacional
| Juegos Panamericanos                      | Juegos Panamericanos | Juegos Panamericanos | Juegos Panamericanos |
| Año                                       | Lugar                | Medalla              |                      |
| ----------------------------------------- | -------------------- | -------------------- | -------------------- |
| 2023                                      | Santiago de Chile    | Medalla de oro       |                      |
| Campeonato Panamericano                   |                      |                      |                      |
| Año                                       | Lugar                | Medalla              |                      |
| 2016                                      | Argentina            | Medalla de bronce    |                      |
| Campeonato Sudamericano y Centroamericano |                      |                      |                      |
| Año                                       | Lugar                | Medalla              |                      |
| 2024                                      | Buenos Aires         | Medalla de plata     |                      |
| Juegos Suramericanos                      |                      |                      |                      |
| Año                                       | Lugar                | Medalla              |                      |
| 2022                                      | Asunción             | Medalla de oro       |                      |

## Distinciones individuales

### Mejor Pivote
- Torneo Nacional de Clubes 2016